# Arsen Mgerovich Ayrapetyan
Arsen Mgerovich Ayrapetyan (tiếng Nga: Арсен Мгерович Айрапетян; sinh ngày 16 tháng 2 năm 1997) là một cầu thủ bóng đá người Nga. Anh thi đấu cho F.K. Shinnik Yaroslavl.

## Sự nghiệp câu lạc bộ
Anh có màn ra mắt tại Giải bóng đá Quốc gia Nga cho F.K. Shinnik Yaroslavl vào ngày 17 tháng 8 năm 2015 trong trận đấu với F.K. Arsenal Tula.